# Rob McClure
Rob McClure (New Milford, 15 giugno 1982) è un attore e cantante statunitense, noto soprattutto come interprete di musical a Broadway.

## Biografia
Nato e cresciuto a New Milford, Rob McClure ha studiato alla Montclair State University, dove abbandonò gli studi prima di laurearsi. Dopo aver lasciato l'università, McClure fece il suo debutto sulle scene in un revival del musical Carousel alla Paper Mill Playhouse nel 2001. L'anno successivo recitò nuovamente nel teatro del New Jersey nel dramma I'm not Rapport, con cui fece anche il suo debutto a Broadway nell'autunno dello stesso anno. Nel 2006 tornò a recitare a Broadway nel musical Avenue Q, prima di imbarcarsi nella tournée statunitense del musical tra il 2007 e il 2009, quando tornò a recitare nella produzione di Broadway dello show. Nell'intervallo tra le due apparizioni a Broadway in Avenue Q, McClure continuò a recitare anche nel circuito regionale, interpretando ruoli principali in A Funny Thing Happened on the Way to the Forum, Oliver! e The Producers a Filadelfia. Proprio a Filadelfia McClure si è affermato come attore protagonista di musical teatrali come La piccola bottega degli orrori e opere di prosa come il dramma di Peter Shaffer Amadeus.
Nel 2010 interpretò per la prima volta Charlie Chaplin nel musical Limelight: The Story of Charlie Chaplin a La Jolla Playhouse in California. Il musical e, in particolare, l'interpretazione di McClure ottennero recensioni positive, tanto da essere riproposto all'Ethel Barrymore Theatre di Broadway due anni più tardi. Il musical, ribattezzato semplicemente Chaplin, rimase in cartellone a Broadway dall'agosto 2012 al gennaio 2013 e per la sua performance McClure vinse il Theatre World Award e fu candidato all'Outer Critics Circle Award e al Tony Award al migliore attore protagonista in un musical. Dopo il successo a Broadway, McClure è tornato a recitare ruoli di primo piano nel circuito regionale, interpretando, tra gli altri, la parti principali di Lord Farquaad in Shrek the Musical (2013), Bert in Mary Poppins (St. Louis, 2013), Cornelius Hackl in Hello, Dolly! (2014), il panettiere in Into the Woods (2015) e Lumière ne La bella e la bestia (2015) al MUNY Theatre di Saint Louis. Nel 2015 tornò a Broadway con il musical Honeymoon in Vegas, in scena al Nederlander Theatre, mentre nel 2016 tornò a recitarvi in un acclamato allestimento della commedia Rumori fuori scena all'American Airlines Theatre.
Nel 2016 tornò a calcare le scene di Broadway sostituendo Brian d'Arcy James nel musical Something Rotten!; nello spettacolo, una commedia musicale, McClure interpretava Nick Bottom, un ruolo che tornò ad interpretare anche nella tournée del musical che ha toccato oltre quaranta città statunitensi tra il 2017 e il 2018. Nel 2018 ha interpretato Adam in un adattamento musicale di Beetlejuice - Spiritello porcello al National Theatre di Washington, per poi tornare a recitare nel musical a Broadway l'anno successivo, quando lo show fu riproposto al Winter Garden Theatre. Tra l'autunno 2019 e il gennaio 2020, McClure ha recitato anche in un adattamento teatrale del film Mrs. Doubtfire - Mammo per sempre a Seattle; il musical e McClure hanno ottenuto recensioni positive e lo spettacolo viene messo in scena anche a Broadway dal marzo 2020, sempre con McClure nel ruolo che fu di Robin Williams. Per la sua interpretazione ottenne una nomination al Drama Desk Award e al Tony Award al miglior attore protagonista in un musical nel 2022.

## Filmografia parziale

### Televisione
- Person of Interest - serie TV, 1 episodio (2014)
- Elementary - serie TV, 1 episodio (2016)
- The Good Fight - serie TV, 3 episodi (2018)
- Evil – serie TV, episodio 2x07 (2021)
- Julia - serie TV, 1x07 (2022)

## Doppiatori italiani
Nelle versioni in italiano delle opere in cui ha recitato, Rob McClure è stato doppiato da:
- Raffaele Palmieri in Elementary, Blue Bloods
- Stefano Brusa in New Amsterdam